# Eroberung von Cádiz
Westeuropa

Oosterweel – Dahlen – Heiligerlee – Jemgum – Jodoigne – Le Quesnoy – Brielle – Mons – Goes – 1. Mechelen – Naarden – Middelburg – Haarlem – Alkmaar – Geertruidenberg – Leiden – Delft – Valkenburg – Mooker Heide – Schoonhoven – Zierikzee – 1. Antwerpen – Gembloux – Rijmenam – 1. Deventer – Borgerhout – 1. Maastricht – 2. Mechelen – 1. Steenwijk – Kollum – 1. Breda – Noordhorn – Niezijl – Lochem – Lier – Eindhoven – Steenbergen – Ghent – Aalst – 2. Antwerpen – IJsseloord – Empel – Boksum – 1. Grave – 1. Venlo – Axel – Neuss – 1. Rheinberg – Zutphen – 1. Sluis – 1. Bergen-op-Zoom – 2. Geertruidenberg – 2. Breda – 2. Zutphen – 2. Deventer – Delfzijl – Knodsenburg – 1. Hulst – Nijmegen – Rouen – Caudebec – 2. Steenwijk – 1. Coevorden – 3. Geertruidenberg – 2. Coevorden – Groningen – Huy – 1. Groenlo – Lippe – Calais – 2. Hulst – Turnhout – 2. Rheinberg – 1. Moers – 2. Groenlo – Bredevoort – Enschede – Ootmarsum – 1. Oldenzaal – 1. Lingen – 1. Schenckenschans – Zaltbommel – Rees – San Andreas – Nieuwpoort – 3. Rheinberg – Ostende – 1. 's-Hertogenbosch – 2. Grave – Hoogstraten – 3. Sluis
Zwölfjähriger Friede

2. Lingen – 3. Groenlo – Aachen – Jülich – 2. Bergen op Zoom – Fleurus – 3. Breda – 2. Oldenzaal – 4. Groenlo – 2. 's-Hertogenbosch – Slaak – 2. Maastricht – Leuven – 2. Schenkenschans – 4. Breda – 2. Venlo – Kallo – 3. Hulst
Europäische Gewässer

Vlissingen – Borsele – Haarlemmermeer – Zuiderzee – Schelde – Lillo – Ponta Delgada – Bayona Islands – Golf von Almería – 1. Cadiz – Azoren – Straße von Dover – 2. Sluis – 1. Kap St. Vincent – 1. Gibraltar – 2. Gibraltar – 2. Cadiz – Lizard Point – Dünkirchen – Calais – Downs – 2. Kap St. Vincent – 2. St. Martin
Amerika

Bahia – Matanzas – St. Martin – San Juan – Abrolhos – Pernambuco – Südchile
Ostindien

Playa Honda – 1. San Salvador – 2. San Salvador – La Naval de Manila – Puerto de Cavite
Die Eroberung von Cádiz fand 1596 während des Englisch-Spanischen Krieges (1585–1604) statt, als englische und niederländische Truppen unter Robert Devereux, 2. Earl of Essex, und eine große anglo-niederländische Flotte unter Charles Howard, 1. Earl of Nottingham, mit Unterstützung der Republik der Sieben Vereinigten Provinzen die spanische Stadt Cádiz überfielen.

## Vorgeschichte
Cádiz war bereits 1587 Ziel einer englischen Flotte unter Francis Drake gewesen. Sie hatte die dort vor Anker liegende spanische Flotte zerstört, was zur Folge hatte, dass die spanische Armada erst ein Jahr später als geplant auslaufen konnte.
Philipp II. plante 1596 neuerlich eine Invasion Englands. Als dies in England bekannt wurde, wurde erneut ein Präventivschlag gegen Cádiz beschlossen, den wichtigsten spanischen Atlantikhafen. Neben Robert Devereux, 2. Earl of Essex, und Charles Howard, 1. Earl of Nottingham, waren auch Walter Raleigh sowie Thomas Howard, 1. Earl of Suffolk, und der holländische Admiral Jan van Duijvenvoorde beteiligt. Das Unternehmen sollte durch die erwartete Beute refinanziert werden. Essex hatte noch weiter gehende Pläne, er wollte Cádiz erobern und dauerhaft als englischen Stützpunkt einrichten.

## Verlauf
Die englische Flotte, die 1596 nach Cádiz auslief, war die größte und am besten ausgerüstete des gesamten Krieges. Sie verließ England Anfang Juni. Die Flotte bestand aus insgesamt 150 Schiffen, darunter 17 englische und 24 holländische Kriegsschiffe. Die übrigen Fahrzeuge waren meistenteils bewaffnete Handelsschiffe. Neben den fast 6800 Seeleuten transportierte die Flotte 7400 Soldaten.
Sie kam Ende Juni vor Cádiz an. Essex griff die Stadt von See aus an. Der Hafen wurde nur schwach verteidigt. Bei dem Angriff wurden zwei spanische Galeonen zerstört und zwei weitere geentert. Zahlreiche im Hafen vor Anker liegenden Schiffe wurden zerstört. Die Spanier hatten die wertvolle Indienflotte selbst zerstört, damit diese Schiffe den Angreifern nicht in die Hände fielen. Mit gelandeten Truppen nahm Howard die Stadt schließlich ein. Die Besatzer plünderten und zerstörten die Stadt und forderten ein enormes Lösegeld für ihren Abzug. Der von Essex favorisierte Plan einer dauerhaften Besetzung von Cádiz wurde von Howard abgelehnt. Nach zwei Wochen zogen die Angreifer ab. Sie ließen eine völlig verwüstete Stadt zurück. Der Schaden der Spanier soll zwei Millionen Dukaten betragen haben.

## Folgen
Die Flotte segelte anschließend in Richtung Azoren, um die spanische Silberflotte aus Amerika abzufangen. Als dies erfolglos blieb, kehrten die Schiffe in ihre Heimathäfen zurück. Essex wurde von der Bevölkerung als Kriegsheld gefeiert. Elisabeth I. machte ihm allerdings Vorhaltungen wegen des geringen finanziellen Ertrags der Reise. Im Übrigen missgönnte sie ihm den Ruhm, die Expedition gilt als Vorspiel zu seinem Sturz.